# Robert Griesbeck

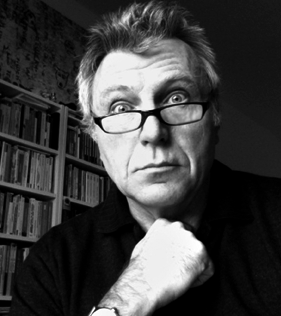
Robert Griesbeck

Robert Griesbeck (* 24. Juni 1950 in München; † 5. März 2011) war Grafiker, Fotograf, Autor und Herausgeber.

## Leben
Nach einem Studium der Politologie und Informationsästhetik absolvierte er eine Ausbildung als Grafiker und Fotograf und gründete 1974 zusammen mit Wolfgang Müller in München die Agentur Müller & Griesbeck. Seit 1980 verlegte er sich nur noch aufs Schreiben, unter anderem Glossen im Schweizer Magazin AHA!, Esquire, NewMag, Ambiente und dem SZ-Magazin.
Er entwickelte Zeitschriftenformate und war als Chefredakteur für das Jugendmagazin NA-UND! und die deutsche Ausgabe von Penthouse zuständig. Er schrieb Hörfunkglossen und Hörspiele für den Kinderfunk, Kinderbücher, Romane und Sachbücher und arbeitete manchmal als Ghostwriter für Prominente. Er leitete die Redaktion der Leseliste, die jährlich einmal die Empfehlungen und Kritiken von Autoren, Journalisten und Buchhändlern zusammenfasst und online an ein Netzwerk literarisch Interessierter weitergibt.
Robert Griesbeck lebte mit seiner Lebensgefährtin in München und in einem kleinen Dorf am bayerischen Staffelsee. Er hatte drei Kinder.

## Bücher
- Das Schlummerbuch, Schönbergers Verlag, München 1985
- Die Kraft der Rätsel, Schönbergers Verlag, München 1987
- Schule im Test, Schneider-Verlag, München 1990
- Eltern im Test, Schneider-Verlag, München 1990
- Liebe im Test, Schneider-Verlag, München 1990
- Freizeit im Test, Schneider-Verlag, München 1990
- Berufe im Test, Schneider-Verlag, München 1990
- Partnerschaft im Test, Schneider-Verlag, München 1990
- Sextips für boys, Heyne, München 1994
- Kutti (Jugendbuch). Band 1–4, Bertelsmann, München 1995
- Alice – Anleitungen zum Erwachsenwerden, Stendel-Verlag, Waiblingen 1997
- Plan B (Sachbuch). Bertelsmann, München 2004
- edition lounge (4 Fotobände). Bucher, München 2004
- Bab Doukkala oder die Seele des Kochens (Roman). Europa-Verlag, Hamburg 2005
- Trick 17 (Sachbuch). Random-House, München 2005
- Rita on the run (Roman). Europa-Verlag, Hamburg 2005
- Die Kühlschrankdiät (Sachbuch). Random-House, München 2005
- Ferdi: Mein kleiner Erziehungsratgeber. Knesebeck, München 2006
- Die Kunst mit dem Tier im Menschen umzugehen, Graefe&Unzer, München 2006
- Ferdi: Liebe ist ein Napf für zwei, Knesebeck, München 2007
- Pimp your brain (Sachbuch). Campus, Frankfurt 2007
- Mathematricks (Kinderbuch). Boje, Köln 2007
- Das Grauen des Alltags, Droemer-Knaur, München 2008
- Schuld war nur das Brauseschwein (Kinderbuch). Boje, Köln 2008
- Unser Wald muss moderner werden – Eine Fabel von der schönen neuen Zeit. Mit Bildern von Gerhard Glück. Droemer-Knaur, München 2008
- Noch mehr Mathematricks (Kinderbuch). Boje, Köln 2008
- Gesund sein kann ja jeder – über Hypochonder. Droemer-Knaur, München 2009
- Der Turm von Schwafel. Droemer-Knaur, München 2010
- Die Entdeckung der Unarten. Heyne, München 2010

Seine Bücher sind unter anderem auf Italienisch, Tschechisch, Koreanisch und Chinesisch erschienen.

## Einzelnachweis
1. ↑  Droemer Verlag

| Personendaten    | Personendaten                                       |
| ---------------- | --------------------------------------------------- |
| NAME             | Griesbeck, Robert                                   |
| KURZBESCHREIBUNG | deutscher Grafiker, Fotograf, Autor und Herausgeber |
| GEBURTSDATUM     | 24. Juni 1950                                       |
| GEBURTSORT       | München                                             |
| STERBEDATUM      | 5. März 2011                                        |